# Poncirin
Poncirin ist eine organische Verbindung aus der Gruppe der Flavonoide und Glycoside. Das Aglycon ist Isosakuranetin, die Zuckerkomponente Neohesperidose.

## Vorkommen

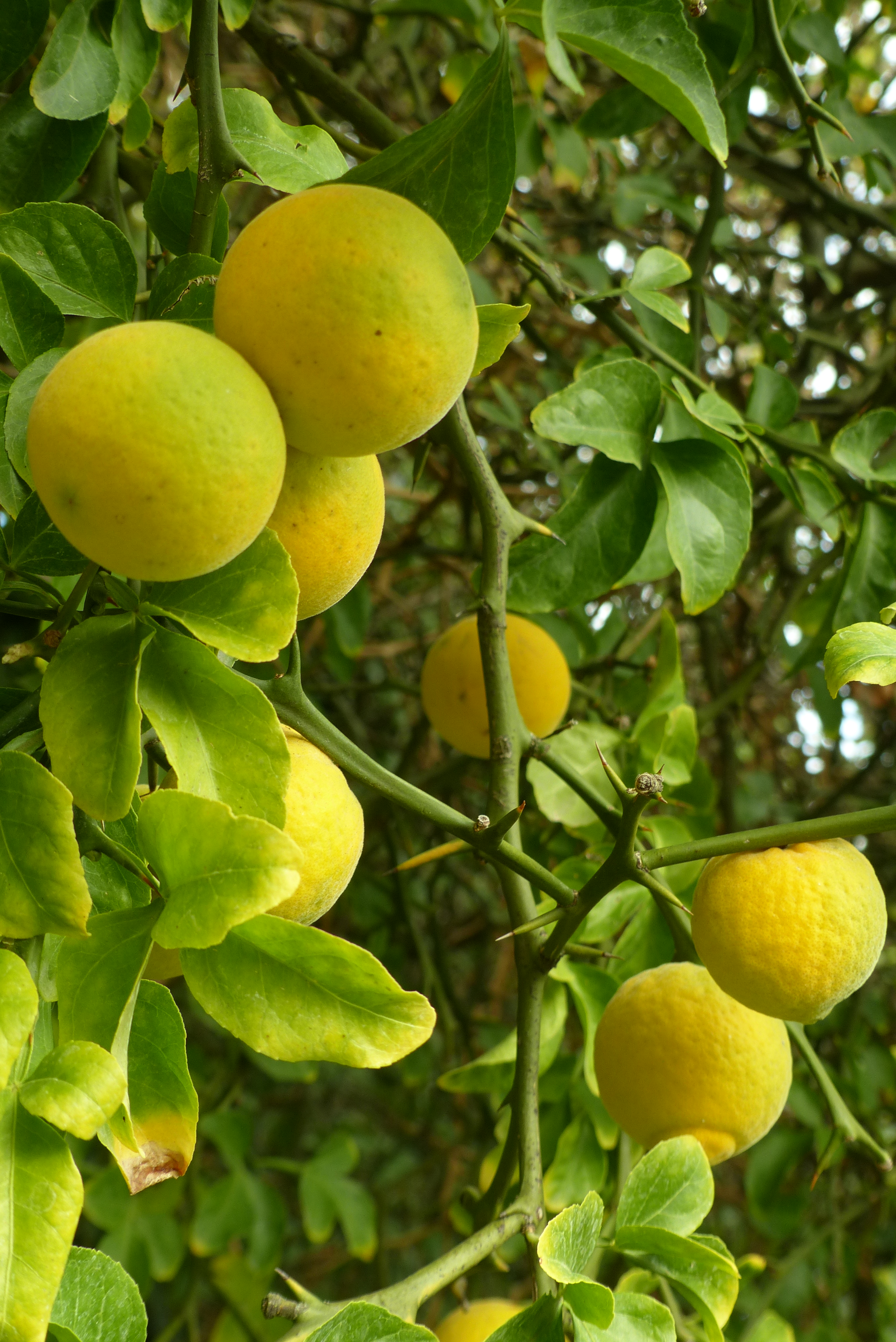
Dreiblättrige Orange

Poncirin kommt in der dreiblättrigen Orange, und in Grapefruits vor.

## Herstellung
Poncirin kann durch Kupplung von Isosakuranetin mit Acetobromneohesperidose in Chinolin mit Silbercarbonat als Katalysator gewonnen werden. Die Acetylgruppen können mittels Natriummethanolat entfernt werden. Die Methylierung von Naringin mit Diazomethan ergibt ebenfalls Poncirin, allerdings in schlechten Ausbeuten.